# Chlosyne

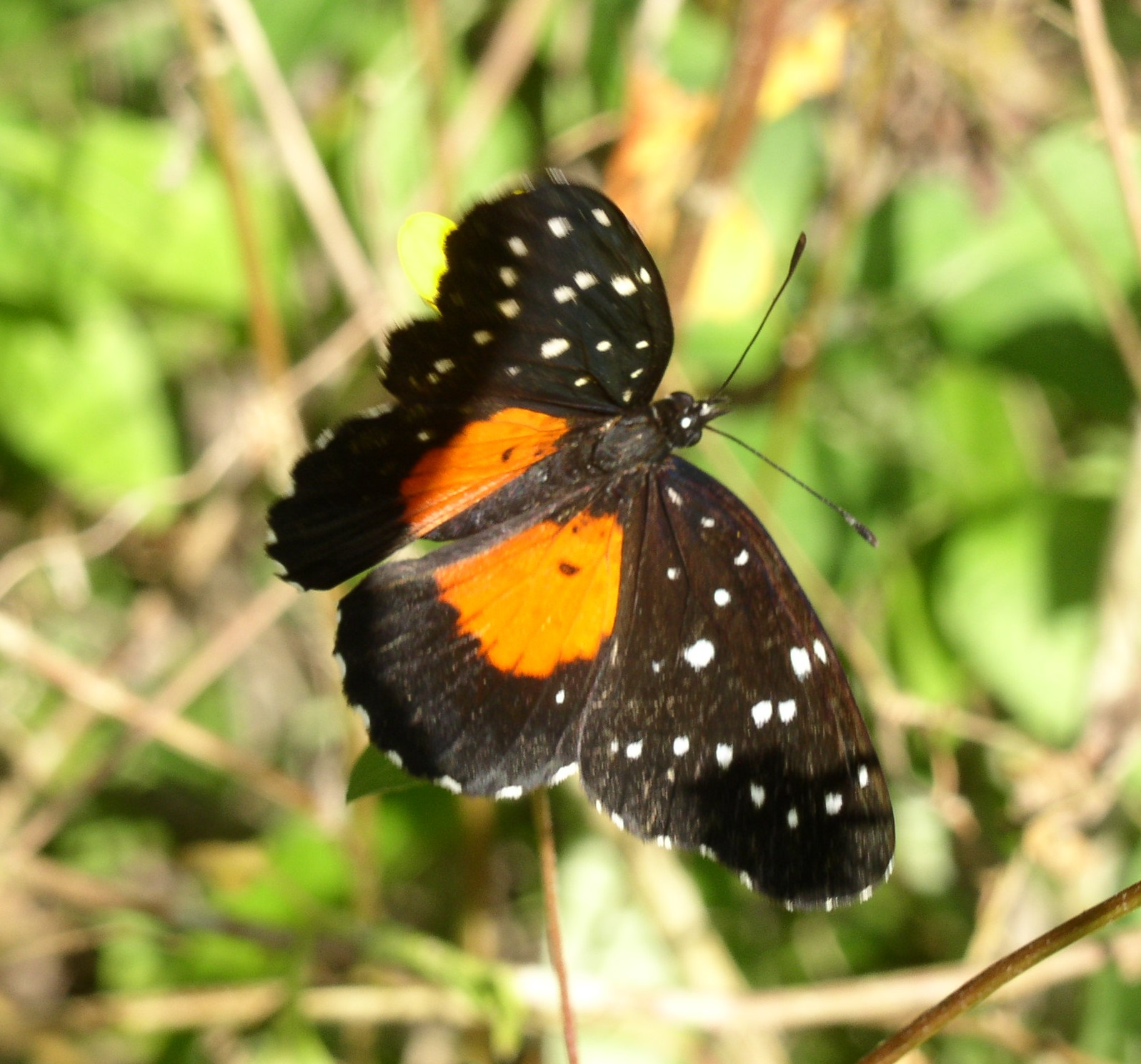
Chlosyne janais, Campeche, México

Chlosyne es un género de lepidópteros de la subfamilia Nymphalinae, familia Nymphalidae que se encuentra en América.

## Especies
Las especies de este género son:
Lacinia grupo de especies:
- Chlosyne californica (Wright, 1905)
- Chlosyne definita (Aaron, [1885]) 
  - Chlosyne definita anastasia
- Chlosyne ehrenbergii (Geyer, 1833)
- Chlosyne endeis (Godman & Salvin, 1894) 
  - Chlosyne endeis endeis
  - Chlosyne endeis pardelina
- Chlosyne eumeda
- Chlosyne erodyle (Bates, 1864)
- Chlosyne janais (Drury, [1782])
- Chlosyne gaudialis (Bates, 1864) 
  - Chlosyne gaudialis wellingi
- Chlosyne hippodrome (Geyer, 1837)
- Chlosyne lacinia (Geyer, 1837)
- Chlosyne marina (Geyer, 1837) 
  - Chlosyne marina marina
  - Chlosyne marina melitaeoides
- Chlosyne melanarge (Bates, 1864)
- Chlosyne narva (Fabricius, 1793)
- Chlosyne rosita Hall, 1924
- Chlosyne rosita mazarum

Charidryas grupo de especies:
- Chlosyne acastus (Edwards, 1874)
- Chlosyne gabbii (Behr, 1863)
- Chlosyne hoffmanni (Behr, 1863)
- Chlosyne palla (Boisduval, 1852)
- Chlosyne whitneyi (Behr, 1863)

Harrisii grupo de especies:
- Chlosyne harrisii (Scudder, 1864)
- Chlosyne gorgone (Hübner, 1810)
- Chlosyne nycteis (Doubleday, [1847])

Thessalia grupo de especies:
- Chlosyne cyneas (Godman & Salvin, 1878)
  - Chlosyne cyneas subsp. cynisca
- Chlosyne leanira (C. & R. Felder, 1860)
- Chlosyne theona (Ménétriés, 1855)

Grupo incierto:
- Chlosyne fulvia (Edwards, 1879)
- Chlosyne kendallorum Opler, 1999